# Villers-en-Haye
Villers-en-Haye è un comune francese di 178 abitanti situato nel dipartimento della Meurthe e Mosella nella regione del Grand Est.

## Società

### Evoluzione demografica
Abitanti censiti